# Taipei
Taipei (xinès tradicional: 臺北, xinès simplificat: 台北, pinyin: Táiběi) és la ciutat més poblada i capital de facto de Taiwan des del 1949. El seu estatus oficial és el de capital de la República de la Xina (Taiwan).
Situada al nord de Taiwan, la ciutat de Taipei és un enclavament del municipi de Nova Taipei que es troba a uns 25 km al sud-oest de la ciutat portuària del nord de Keelung. La major part de la ciutat descansa sobre la conca de Taipei, un antic llac. La conca està delimitada per les valls relativament estretes dels rius Keelung i Xindian, que s'uneixen per formar el riu Tamsui al llarg de la frontera occidental de la ciutat.
La ciutat pròpiament dita acull una població estimada de 2.646.204 habitants (2019), que forma la part central de l'àrea metropolitana de Taipei-Keelung, que inclou les ciutats properes de Nova Taipei i Keelung amb una població de 7.047.559, la 40a àrea urbana més poblada del món: aproximadament un terç dels ciutadans taiwanesos viuen en el districte metropolità. El nom "Taipei" pot referir-se a tota l'àrea metropolitana o la ciutat pròpiament dita.
Taipei és el centre polític, econòmic, educatiu i cultural de Taiwan i un dels principals centres de l'Àsia Oriental. Considerada una ciutat mundial i classificada com una Ciutat - Alfa per GaWC, Taipei forma part d'una important àrea industrial d'alta tecnologia. Els ferrocarrils, carreteres, aeroports i línies d'autobusos connecten Taipei amb totes les parts de l'illa. La ciutat compta amb dos aeroports: Songshan i Taoyuan. A la ciutat es troben diversos monuments arquitectònics o culturals de fama mundial, que inclouen Taipei 101 (inaugurat el 2003, convertint-se en l'edifici més alt del món fins al 2010), el Saló Commemoratiu de Chiang Kai-shek, el Temple Dalongdong Baoan, Hsing Tian Kong, el Temple Lungshan, el Museu Nacional del Palau, Palau presidencial de Taipei, la Casa d'Hostes de Taipei, Ximending i diversos mercats nocturns dispersos per tota la ciutat. Trets naturals com Maokong, Yangmingshan i les aigües termals també són ben conegudes pels visitants internacionals.

## Situació
La ciutat de Taipei està situada en una vall del nord de l'illa de Taiwan, envoltada pels rius Sindian i Danshuei, i per la part nord contacta amb el Parc Nacional de Yangmingshan. Les seves coordenades són 25º 04’ Nord i 121º 32’ Est.

## Història
Taipei estava ocupada per l'ètnia Ketagalan, abans de l'arribada dels xinesos d'ètnia Han durant la dinastia Ming (1368-1644). Fins a la dinastia Qing, el territori estava sense desenvolupar i es considerava no habitable. La fundació de la ciutat de Taipei va tenir lloc l'any 1709, quan Cheng Lai Chang, nadiu de la Xina continental, va obtenir permís per desenvolupar Wanhua, el que esdevindria el primer districte de la ciutat.
Al final del segle xix, Taipei va guanyar importància gràcies al comerç del te. El 1875, va ser anomenada Chengnei i va esdevenir la capital de Taiwan quan el 1885 va passar a ser una província de la Xina. Després de la Primera Guerra Sinojaponesa, el 1895, l'illa va ser cedida al Japó i Taipei va esdevenir el centre del govern colonial japonès amb el nou nom de Taihoku. Durant aquest període, la ciutat va créixer i va annexar les ciutats limítrofes. Encara romanen a la ciutat actual molts edificis destacats de l'època de govern japonès.
El 1949, davant del triomf comunista a la Xina continental, el govern nacionalista del Guomindang, amb Chiang Kai-shek al capdavant, va establir-se a Taiwan i va designar Taipei com la capital provisional del país, tot esperant una hipotètica reunificació de la Xina.

## Govern de la ciutat
La ciutat de Taipei és considerada oficialment pel govern de la República de la Xina com la capital provisional de l'estat, ja que consideren que la capital veritable és Nanquín, a la Xina continental.
Taipei és un municipi directament administrat pel govern central i no forma part del comtat de Taipei, el qual està administrat com una província taiwanesa més. El mateix sistema s'aplica a les ciutats taiwaneses de Taichung i Kaohsiung. Taipei se subdivideix en 12 districtes. Fins al 1994, l'alcalde de la ciutat no va ser elegit per elecció popular.
A la capital, hi ha major proporció d'habitants originaris de la Xina continental que a la resta de Taiwan, i això, junt amb la dependència econòmica de la resta de la Xina, els fa més favorables a la reunificació.

## Clima
El seu clima es pot qualificar de subtropical molt humit. Té una mitjana de temperatura anual de 22 °C, que oscil·la entre els 16 graus de mitjana del gener i el febrer i els 29 del juliol i l'agost. Durant l'estiu, el clima és molt xafogós per la forta calor unida a l'alta humitat ambiental. Les màximes i mínimes absolutes, en un període de 30 anys, han estat respectivament 37 i 2 graus. La precipitació té caràcter monsònic, amb 2.070 litres anuals. Tots els mesos són humits, però el màxim n'és a l'estiu (amb més de 200 litres mensuals entre maig i setembre) i el mínim pluviomètric és al novembre, amb 69 litres.
| Dades climàtiques a Taipei   | Dades climàtiques a Taipei | Dades climàtiques a Taipei | Dades climàtiques a Taipei | Dades climàtiques a Taipei | Dades climàtiques a Taipei | Dades climàtiques a Taipei | Dades climàtiques a Taipei | Dades climàtiques a Taipei | Dades climàtiques a Taipei | Dades climàtiques a Taipei | Dades climàtiques a Taipei | Dades climàtiques a Taipei | Dades climàtiques a Taipei |
| Mes                          | gen                        | febr                       | març                       | abr                        | maig                       | juny                       | jul                        | ag                         | set                        | oct                        | nov                        | des                        | anual                      |
| ---------------------------- | -------------------------- | -------------------------- | -------------------------- | -------------------------- | -------------------------- | -------------------------- | -------------------------- | -------------------------- | -------------------------- | -------------------------- | -------------------------- | -------------------------- | -------------------------- |
| Màxima rècord °C (°F)        | 33.8 (92.8)                | 31.8 (89.2)                | 35.0 (95)                  | 36.2 (97.2)                | 38.2 (100.8)               | 38.9 (102)                 | 39.7 (103.5)               | 39.3 (102.7)               | 38.6 (101.5)               | 36.8 (98.2)                | 34.3 (93.7)                | 31.5 (88.7)                | 39.7 (103.5)               |
| Màxima mitjana °C (°F)       | 19.6 (67.3)                | 20.7 (69.3)                | 22.9 (73.2)                | 26.7 (80.1)                | 30.1 (86.2)                | 32.9 (91.2)                | 35.0 (95)                  | 34.4 (93.9)                | 31.6 (88.9)                | 27.8 (82)                  | 24.9 (76.8)                | 21.1 (70)                  | 27.31 (81.16)              |
| Mínima mitjana °C (°F)       | 14.4 (57.9)                | 14.7 (58.5)                | 16.2 (61.2)                | 19.4 (66.9)                | 22.8 (73)                  | 25.3 (77.5)                | 26.8 (80.2)                | 26.6 (79.9)                | 25.2 (77.4)                | 22.6 (72.7)                | 19.8 (67.6)                | 16.1 (61)                  | 20.83 (69.48)              |
| Mínima rècord °C (°F)        | −0.1 (31.8)                | −0.2 (31.6)                | 1.4 (34.5)                 | 4.7 (40.5)                 | 10.0 (50)                  | 15.6 (60.1)                | 19.5 (67.1)                | 18.9 (66)                  | 13.5 (56.3)                | 10.2 (50.4)                | 1.1 (34)                   | 1.8 (35.2)                 | −0.2 (31.6)                |
| Font: Central Weather Bureau |                            |                            |                            |                            |                            |                            |                            |                            |                            |                            |                            |                            |                            |

## Economia

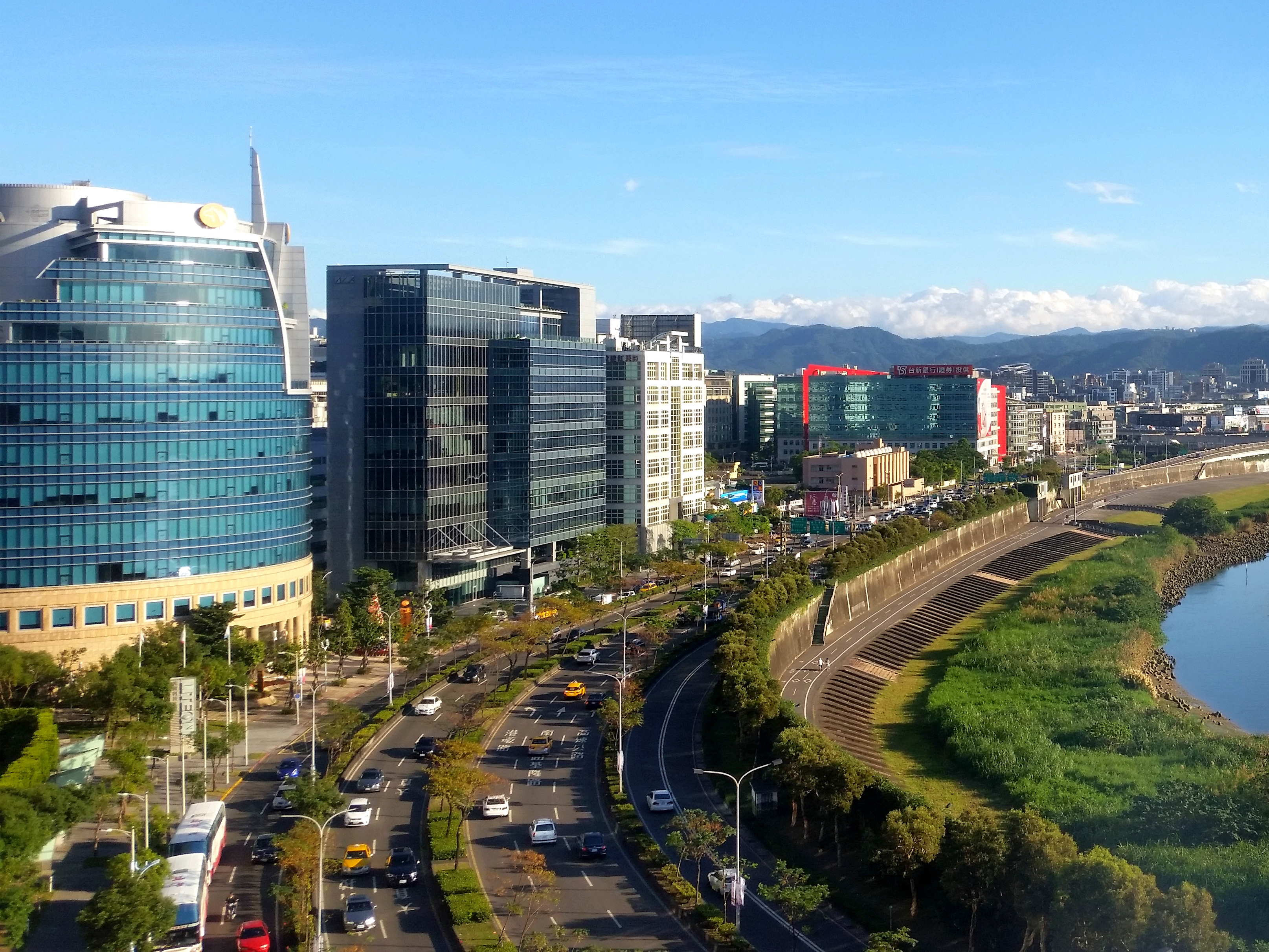
Parc Tecnològic de Taipei Neihu

Com a centre empresarial, financer i tecnològic de Taiwan, Taipei ha estat al centre del ràpid desenvolupament econòmic del país i ara s'ha convertit en una de les ciutats mundials pioneres en tecnologia i electrònica. Aquest desenvolupament forma part de l’anomenat "Miracle de Taiwan", que ha significat un creixement espectacular de la ciutat després de la inversió estrangera directa dels anys seixanta. Taiwan és ara una economia creditora i té una de les reserves de divises més grans del món amb més de 403.000 milions de dòlars EUA al desembre de 2012.
Tot i la crisi financera asiàtica, l'economia continua expandint-se al voltant del 5% anual, amb pràcticament plena ocupació i una inflació baixa. El PIB de la ciutat se situa en els 327.000 milions de dòlars EUA el 2014. A partir del 2013, el PIB per capita nominal a la ciutat de Taipei és el 5è més alt a l'Àsia oriental, per darrere de Tòquio, Singapur, Osaka i Hong Kong, però per davant de Seül, i també de Londres i París, segons The Economist. El PIB per capita basat en la paritat del poder de compra (PPP) a Taipei el 2015 era de 44.173 dòlars EUA, per darrere del de Singapur (90.151 dòlars el 2016 de l’FMI) i Hong Kong (58.322 dòlars el 2016 de l’FMI; també basat en el PPP). El Financial Times va classificar Taipei amb un alt nivell de potencial econòmic (segon, darrere de Tòquio) i facilitat empresarial (quart) el 2015. a la ciutat, hi viuen 30 multimilionaris, la 16a més gran del món, per davant de moltes ciutats mundials com Los Angeles i Sydney. Business Insider també classifica Taipei com la cinquena ciutat amb més tecnologia a nivell mundial, la més alta d'Àsia, el 2017. I l’ "Índex de les ciutats en moviment" de l'IESE 2017 classifica Taipei com la ciutat tecnològica més intel·ligent del món.
Els principals camps de desenvolupament de Taipei inclouen la tecnologia de la informació i les comunicacions (maquinari i programari), biotecnologia, marxandatge general (majorista/minorista), serveis financers i indústries MICE (fires, congresos). La majoria de les principals empreses del país hi tenen la seu, incloses Acer Computer, Asus, CTBC Bank, Fubon Financial Holding, Tatung Company, D-Link i altres. Cinc empreses de Global Fortune 500 tenen la seu central a Taipei. La ciutat també atrau moltes corporacions multinacionals, institucions financeres internacionals, consolats estrangers i organitzacions empresarials per establir-s'hi. Taipei té prop de 3.500 empreses estrangeres registrades i atrau més del 50% de la inversió estrangera total a Taiwan. Entre les empreses estrangeres amb oficines o seus regionals a Taipei hi ha Google, Microsoft, IBM, Intel, HSBC, Citibank, Facebook, Amazon, Apple, JP Morgan, PwC i moltes altres. La majoria de les empreses financeres i estrangeres tenen les oficines al districte central de negocis de Taipei, el districte especial de Xinyi. Mentre que les empreses de tecnologia i electrònica sovint estan ubicades al parc tecnològic de Neihu o al parc de programari de Nankang. L'escena d'I+D a Taipei també és molt vibrant. Només el 2018 Microsoft va anunciar plans per invertir 34 milions de dòlars EUA per crear un centre d’I+D d'intel·ligència artificial, mentre que Google va anunciar que contractarà 300 persones i en formarà 5.000 més en intel·ligència artificial per a màquines. Taipei és el lloc d'enginyeria més gran de Google a Àsia. IBM també va anunciar el 2018 que desenvoluparà un laboratori d’investigació al núvol i ampliarà el seu centre d'R+D a Taipei amb la mirada posada en la intel·ligència artificial, la tecnologia blockchain i la computació al núvol. Segons l’índex global de desenvolupament de l'emprenedoria de 2016, l'esperit emprenedor de Taipei ocupa el sisè lloc mundial i el primer a Àsia. Taipei té més de 400 startups i nombrosos centres d’incubació, acceleradors, capital risc i business angels. Startup Genome ha valorat l'ecosistema de startups de la ciutat en 580 milions de dòlars EUA el 2018.
El turisme és un component petit però significatiu de l'economia local amb un total de 3 milions de visitants internacionals el 2008. Taipei té moltes atraccions turístiques principals i contribueix amb una quantitat significativa a la indústria turística de Taiwan de 6.800 milions de dòlars.

## Educació
A Taipei hi han els campus de 24 universitats i l'Acadèmia Sinica, l'acadèmia nacional de Taiwan que dona suport al Programa Internacional de Postgrau de Taiwan:
| - Academia Sinica (1928/1949) - Universitat Nacional de Taiwan (1928) - Universitat Nacional Chengchi (1927) - Centre Mèdic de Defensa Nacional (1902) - Universitat de Defensa Nacional (1906) - Universitat Nacional de Taipei (1949) - Universitat Nacional de Negocis de Taipei (1917) - Universitat Nacional d’Educació de Taipei (1895) - Universitat Nacional d’Infermeria i Ciències de la Salut de Taipei (1947) - Universitat Nacional de Ciència i Tecnologia de Taiwan (1974) - Universitat Nacional de Tecnologia de Taipei (1912) - Col·legi Nacional d'Arts Escèniques de Taiwan (1957) - Universitat Nacional Normal de Taiwan (1922/1946) - Universitat Nacional Yang-Ming (1975) - Universitat Nacional de les Arts de Taipei (1982) - Universitat de Taipei (2013) | - Universitat de Tamkang (1950) - Universitat de Suzhou (1900) - Universitat de Cultura Xinesa (1962) - Universitat Ming Chuan (1957) - Universitat Shih Hsin (1956) - Universitat de Shih Chien (1958) - Universitat Mèdica de Taipei (1960) - Universitat de Tatung (1956) - Universitat de Tecnologia de la Xina (1965) |

## Cultura
El govern local organitza anualment el Taipei Film Festival, un esdeveniment cultural de referència.